# Romualdo Moro
Romualdo Moro (* 9. August 1929 in Montevideo; † 19. Juni 2001 in Santiago de Chile) war ein uruguayischer Fußballspieler. Der Stürmer gewann 1954 die chilenische Meisterschaft.

## Karriere
Romualdo Moro spielte von 1953 bis 1956 in Chile für Universidad Católica. Bei den Cruzados gehörte er der Meistermannschaft 1954 an. In der Saison 1956/57 lief er in Italien für den SSC Neapel auf, für den er in zwölf Spielen fünf Tore erzielte. Nach dem Karriereende kehrte Moro nach Chile zurück und eröffnete in Santiago ein Restaurant mit uruguayischen Speisen.

## Erfolge
Universidad Católica
- Chilenischer Meister: 1954